# Rzeżucha łąkowa

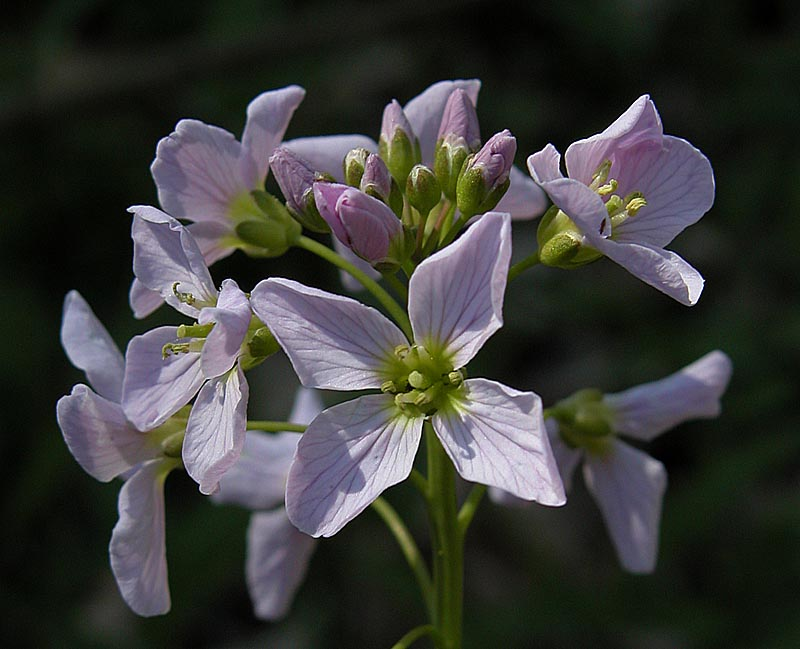
Kwiaty

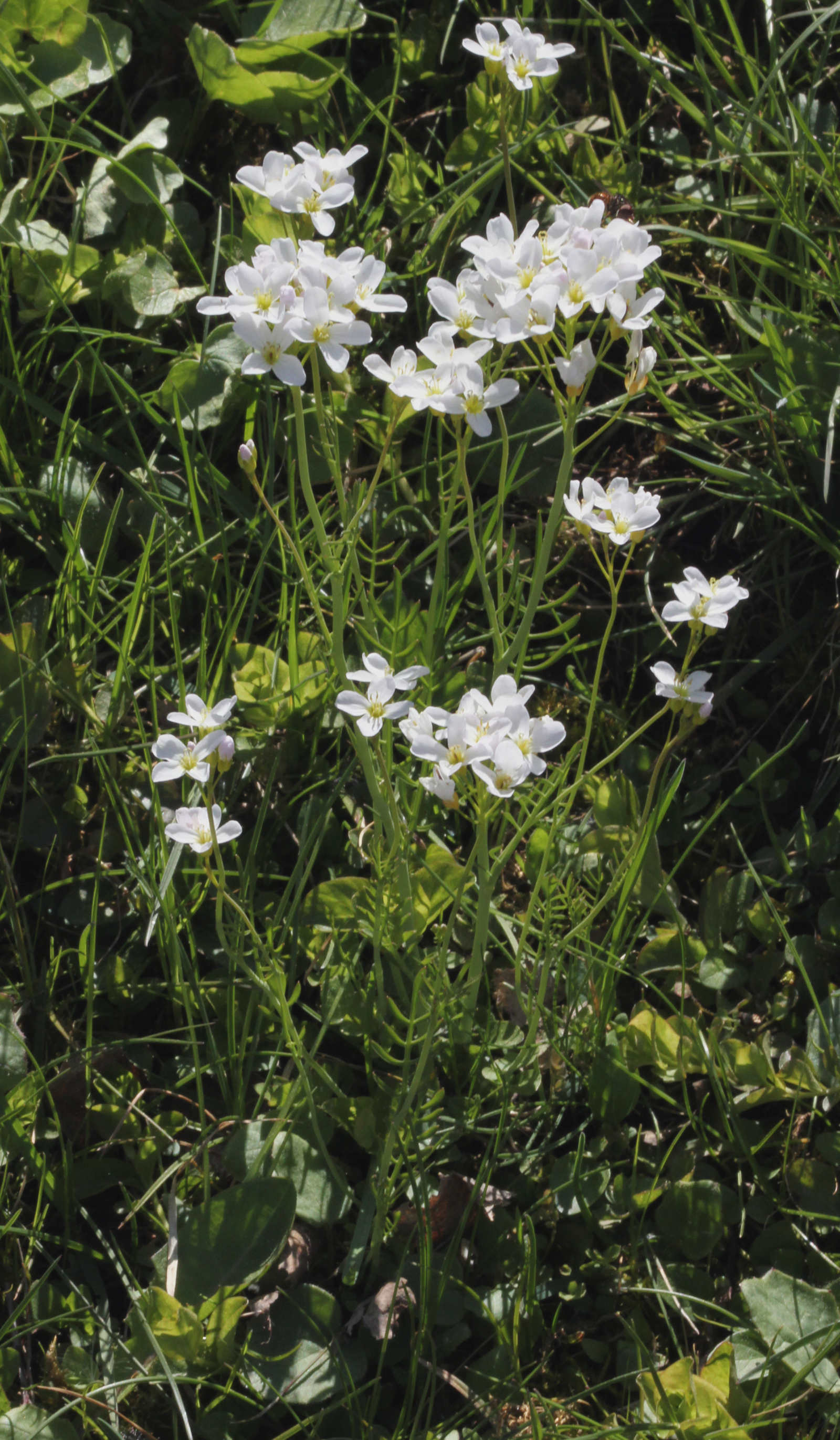
Pokrój

Rzeżucha łąkowa (Cardamine pratensis L.) – gatunek roślin zielnych z rodziny kapustowatych. Występuje w Europie, Ameryce Północnej, Azji i na Azorach (tutaj jako gatunek zawleczony). W Polsce jest pospolity  na całym obszarze.

## Morfologia
ŁodygaWzniesiona, pełna o długości 15–50 cm. Cała roślina jest odstająco owłosiona i posiada charakterystyczny smak.
LiścieLiście odziomkowe tworzą różyczkę. Są pierzastosieczne o okrągłych listkach, przy czym szczytowy listek jest większy od pozostałych. Liście łodygowe złożone z wydłużonych, lancetowatych listków.
KwiatyBiałe lub fioletowe, wyrastające na szypułach o długości 2-4 mm i zebrane w luźne grono na szczycie łodygi. Kwiat zbudowany jest z 4 zielonych działek kielicha i 4 jajowatych płatków korony, pojedynczego słupka z wydłużoną zalążnią i krótką szyjką oraz 6 czterosilnych pręcików. Kwitnie od marca do kwietnia, roślina miododajna. Miodniki znajdują się u nasady krótszych pręcików, a nektar zbiera się na dnie kwiatowym.
OwoceDługie, równowąskie łuszczyny o długości do 25 mm, z dzióbkiem o długości do 1 mm.

## Biologia i ekologia
Bylina, hemikryptofit. Kwitnie w kwietniu i maju. Kwiaty zapylane są przez owady wabione dużą ilością wydzielanego nektaru. Brak specjalnych przystosowań przeciwdziałających samozapyleniu, w rezultacie część kwiatów ulega zapyleniu krzyżowemu, a część samozapyleniu (też przy pomocy owadów). W czasie niepogody i nocą kwiaty i pędy zwieszają się. Jest jedną z roślin, które mogą rozmnażać się wegetatywnie przez liście – jesienią na blaszkach przylegających do ziemi tworzą ukorzeniające się pączki przybyszowe.
Rośnie na wilgotnych i świeżych łąkach, przy brzegach wód, na torfowiskach niskich. Rozwija się na glebach gliniastych i torfowych, wymaga wysokiego poziomu wód. W klasyfikacji zbiorowisk roślinnych gatunek charakterystyczny dla Cl. Molinio-Arrhenatheretea. 
Często można na niej spotkać przypominającą ślinę wydzielinę larw owada skoczka pienika (z rodziny pienikowatych).

## Zmienność
Tworzy mieszańce z rzeżuchą gorzką i rz. leśną.

## Zastosowanie
- Roślina lecznicza:
  - Surowiec zielarski: obfituje w witaminę C, żelazo i sole mineralne, zawiera witaminy A, B, PP, K, E oraz duże ilości siarki (zapach zawdzięcza glikozydowi izosiarkocyjanowemu);
  - Działanie: silnie moczopędne, ważne źródło łatwo przyswajalnego jodu, usuwa toksyny, obniża poziom cukru we krwi, zawarty w niej chrom wspomaga prawidłową pracę trzustki, poprawia trawienie, zapobiega otyłości, dezynfekuje jamę ustną i drogi moczowe.
- Kosmetyka – wybiela przebarwienia.